# ويليام بوث (عالم)
ويليام بوث (بالإنجليزية: William Booth)‏  (و. 1829 – 1912 م) هو عالم عقيدة من إنجلترا، والمملكة المتحدة لبريطانيا العظمى وأيرلندا، ولد في نوتنغهام، وكان عضوًا في جيش الخلاص، توفي عن عمر يناهز 83 عاماً.

## معرض صور

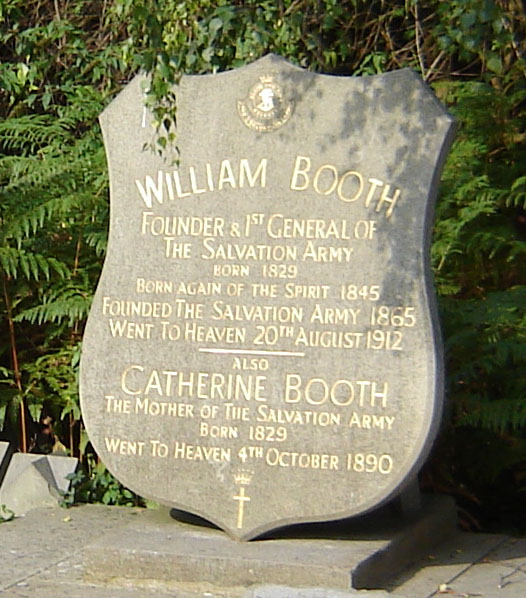
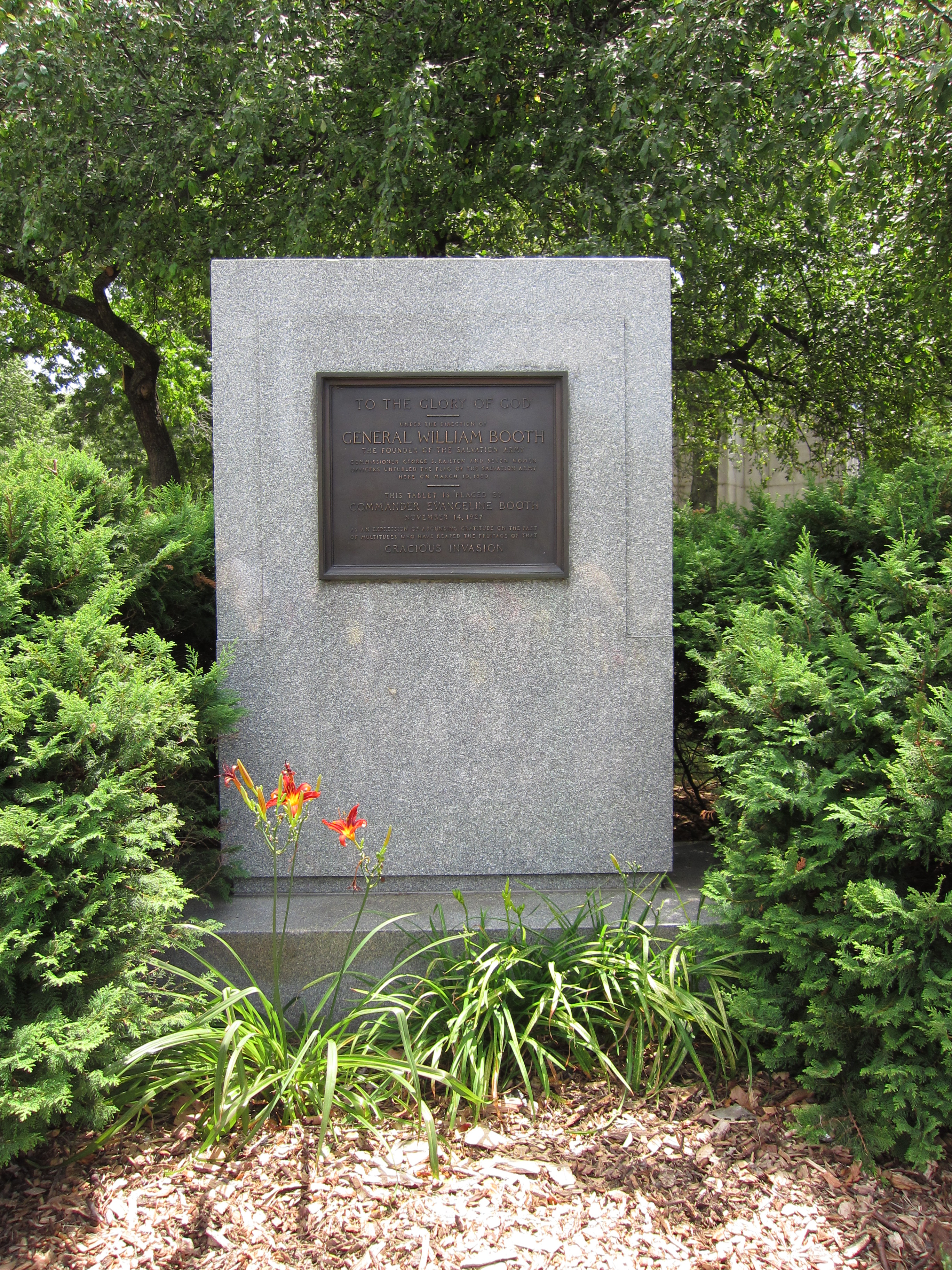
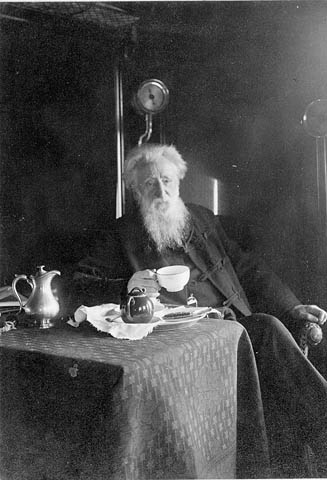
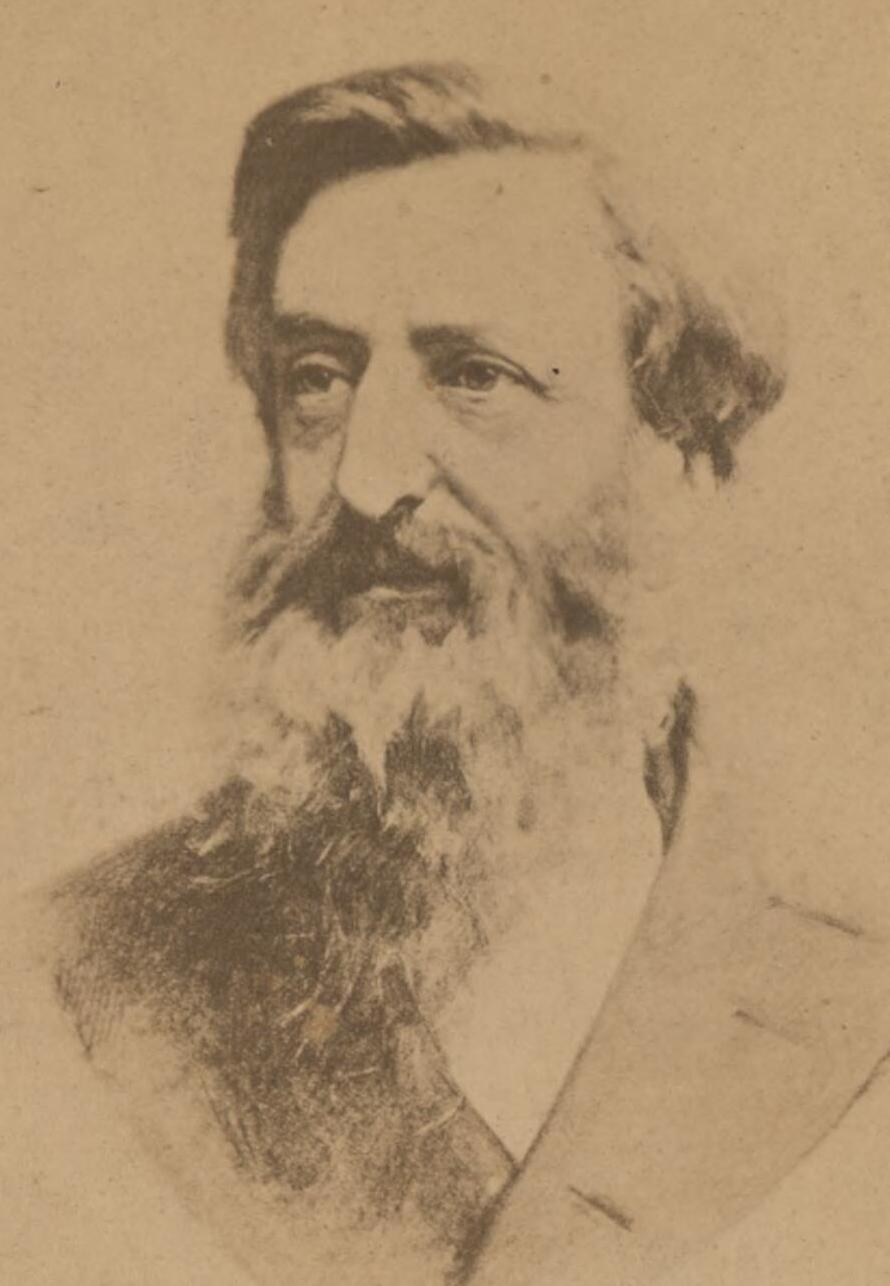

## مناصب
تولى منصب قائد جيش الخلاص ‏ (1878–20 أغسطس 1912).

## روابط خارجية
- ويليام بوث على موقع الموسوعة البريطانية (الإنجليزية)
- ويليام بوث على موقع ميوزك برينز (الإنجليزية)